# Цифровая рентгенография
Цифровая рентгенография (компьютерная рентгенография (радиография)) — цифровой метод исследования структуры объектов за счёт облучения объекта рентгеновскими или гамма-лучами и получения проекционного изображения на чувствительных к лучам пластины, которую можно использовать многократно. Отличительной особенностью цифровой радиографией является применение цифровых методов обработки изображений и детекторов с помощью которых формируется изображение структуры объекта за счет его облучения, что увеличивает скорость исследований и диагностики.

## Принцип работы
В основу цифровой рентгенографии заложен такой же принцип как в аналоговую рентгенографию, только вместо рентгеновской плёнки используются детекторы излучения, которые можно применять многократно и получать с них данные в цифровом виде, что позволяет применять цифровую обработку данных, хранить на электронных носителях и автоматизировать процесс исследований и диагностики.

## Виды цифровых детекторов
В качестве детектора в цифровой радиографии может выступать многопроволочная пропорциональная камера, многоканальные ионизационные камеры, приборы с зарядовой связью.

## Виды цифровой радиографии

### Запоминающие фосфорные пластины
Компьютерная рентгенография с использованием запоминающих фосфорных пластин напоминает упрощённый процесс работы с плёнкой, с той разницей что аналоговая плёнка была заменена на пластину с фотостимулируемым люминофором, которая запоминает результат радиоактивного излучения в виде «скрытого изображения», которое считывается посредством сканера. Считывание изображение происходит путём поочерёдного направления излучения монохроматического источника. Для считывания скрытого изображения сканер поочерёдно на каждую точку экспонированной фосфорной пластины направляет излучение монохроматического источника и регистрирует интенсивность стимулирующего люминесцентного свечения в этой точке. Интенсивность свечения служит количественной мерой «скрытого изображения», поскольку напрямую зависит от концентрации центров окраски, которая в свою очередь пропорциональна дозе облучения, полученной во время экспонирования.

#### Преимущества запоминающих пластин над плёнкой
- Линейность динамического диапазона. Линейность сохраняется при изменениях амплитуды сигнала на 6 и более порядков. Риск неудачной съёмки из-за недостаточной или избыточной дозы облучения минимален
- В 10 и более раз выше чувствительность. Позволяет существенно уменьшить лучевую нагрузку на объект исследования
- Непосредственное считывание после завершения экспозиции. Время считывания одного изображения от 10 сек до 5 минут в зависимости от размера пластины и конструкции считывающего устройства. Отсутствуют затраты на фотохомическую обработку и сушку снимков
- Кратность применения. Пластины рассчитаны на многократное применение. В идеальных условиях более 10 000 раз без потери качества
- Размеры оборудования. Считывающее устройство для фосфорных пластин занимает меньше места, чем проявочная машина для рентгеновской плёнки или оборудование фотолаборатории. Мобильные модели современных сканеров имеют компактные габариты и вес менее 20 кг
- Нет требований к полному затемнению помещений, в которых производится сканирование
- Экологическая безопасность. В отличие от плёночной технологии, где для предотвращения попадания в окружающую среду соединений тяжёлых металлов требуется специальная утилизация плёнок и химикатов при использовании фосфорных пластин расходные материалы, способные нанести вред окружающей среде отсутствуют
- Экономические показатели. Инвестиции сопоставимы с затратами на оборудование фотолаборатории и приобретение оптического сканера. Низкие затраты на 1 снимок

### Плоскопанельные детекторы
Работа плоскопанельных детекторов основаны на преобразовании рентгеновского излучения в сигнал либо на прямую, либо через преобразование (с помощью сцинтиллятора) излучения в свет, который преобразуется далее в сигнал.

## Преимущества
- Экономия времени, за счёт отсутствия процессов химической обработки;
- Возможность цифровой обработки и улучшения изображения;
- Возможность цифрового хранения;
- Высокая скорость обработки результата[2] за счет цифровой обработки изображения;
- Малая стоимость обработки результатов измерений, в отличие от аналоговой рентгенографии, за счёт отсутствия этапа обработки плёнки;
- Малая доза рентгеновского излучения по сравнению с обычной рентгенографией[2].

## Недостатки
- Высокая стоимость цифрового детектора[3];
- Отклонение качества внутри одного класса детекторов.

## Переделка аналогового рентгена в цифровой
Цифровые рентген-аппараты дорогие, но есть возможность сэкономить и переделать обычный аналоговый рентген-аппарат в цифровой, что позволит улучшить качество снимков, уменьшить дозу облучения при минимальных затратах.

## Область применения
- Дефектоскопия[6];
- Неразрушающем контроле;
- В медицине[7].